# Maria Anna od Jezusa Navarro
Maria Anna od Jezusa Navarro (ur. 21 stycznia 1565 w Madrycie; zm. 17 kwietnia 1624 tamże) – hiszpańska Błogosławiona Kościoła katolickiego.

## Życiorys
Urodziła się w Madrycie w dniu 17 stycznia 1565 roku w zamożnej rodzinie. W 1606 roku wstąpiła do zakonu mercedariuszek. Była mistyczką – objawiała jej się Matka Boża i Jezus Chrystus. Na polecenie przełożonych zapisywała swoje mistyczne przeżycia w dzienniku. Zmarła 17 kwietnia 1624 roku, mając 59 lat na chorobę płuc, w opinii świętości. W dniu 31 sierpnia 1627 roku otwarto jej grób i że zdumieniem odkryto, że jej ciało nie uległo rozkładowi. Potem kilkakrotnie otwierano jej grób w latach 1731, 1924 i 1965.
Została beatyfikowana przez papieża Piusa VI w dniu 18 stycznia 1783 roku.